# Vesnický román
Vesnický román je první dílo z řady tzv. Ještědských románů, jejichž autorkou je Karolína Světlá. Na příběhu hlavní hrdinky Sylvy a jejího milostného vztahu se ženatým Antošem je řešeno právo jedince na vlastní štěstí a svobodu, které je potlačeno egoismem druhých, mravními a společenskými předsudky. 

## Postavy
Psychologie postav je utvářena na základě podstatného znaku, myšlenky či povahové vlastnosti.
- Sylva – mladá, pracovitá, statečná dívka; nachází smysl života v obětavé práci ve prospěch jiných, schopna zříct se i milované osoby, pokud by jejich vztah měl působit bolest a neštěstí někomu jinému
- Antoš – idealizován vrozenou šlechetností a moudrostí tudíž více vynikne křivda bránící mu v osobnímu vztahu se Sylvou, jeho život sledován od narození do smrti
- Rychtářka – převažují negativní vlastnosti jako jsou sobeckost, pýcha a žárlivost, kvůli níž došlo v manželství ke krizi, i když se nabízí pádnější důvody jako sociální nerovnost nebo věkový rozdíl
- Jirovcová – Antošova matka [1]

## Jazyk a styl
Psáno spisovnou češtinou druhé poloviny 19. století prokládáno dialektismy. V románu nalezneme prvky realistické (všednodenní práce na statku, na poli) i romantické (lidové pověry). Obraz venkova idealizován.

## Děj
Děj se odehrává v polovině devatenáctého století na vesnici. Ovdovělá Jirovcová dala svého syna Antoše Jirovce do služby na rychtářský statek. Antoš byl pracovitý s dobrou povahou a tak si jej rychtář i rychtářka brzo oblíbili. Za nějaký čas rychtářka ovdověla a na její statek si začal dělat nároky její zeť. Jelikož Antošovi hrozila vojna a rychtářka se svého statku nechtěla vzdát, rozhodli se uzavřít sňatek prospěšný pro oba. Ze začátku vypadali jako vzorový pár a narodili se jim dva synové, ale kvůli rychtářčině žárlivosti manželství nebylo dlouho šťastné. Po nějaké době již Antoš nedokázal snášet psychický teror, který zažíval s rychtářkou a tak se vydává do hor prodávat koně, aby se stal finančně nezávislý. Jelikož se rychtářka o statek nedokáže postarat sama, najme do svých služeb Sylvu, která se po vesnických radovánkách, při kterých se vysmála všem mužům včetně Antoše (kterého dokonce poranila), stala jejich nepřítelkyní. Rychtářka se snaží přesvědčit Sylvu, že v jejich manželství je ona ta dobrá a Antoš ten špatný (přestože pravda je jiná). To se jí také podaří a Sylva se začne k Antošovi chovat špatně, začne ho špehovat a o všem dává zprávy rychtářce. Postupem času se ukáže, že Sylva Antošovi křivdila a snaží se to napravit. Když se Antoš vrací na Štědrý den z hor k matce zjistí, že Sylva pomáhala jeho matce s hospodařením a starala se o jeho syny. Tím získává Sylva jeho sympatie. Oba dva po sobě touží, ale jelikož je Antoš ženat, nemohou své pocity dát najevo. Když na statku všichni onemocněli, rychtářka ve strachu z nákazy utekla a tak se o všechny musela postarat Sylva. Antoš pomýšlí na nový sňatek, ale jeho matka přestože vidí, že Antoš je s Rychtářkou nešťastný, nehodlá dopustit, aby došlo k porušení jednou stvrzeného manželství (mravní pohoršení). Milostná dvojice se nakonec vzdává svého štěstí a své osudy rozdělí. Sylva odjíždí ze statku do Prahy a stane se ošetřovatelkou v klášteře, Antoš dožívá v rodném Podještědí.

## Místo děje

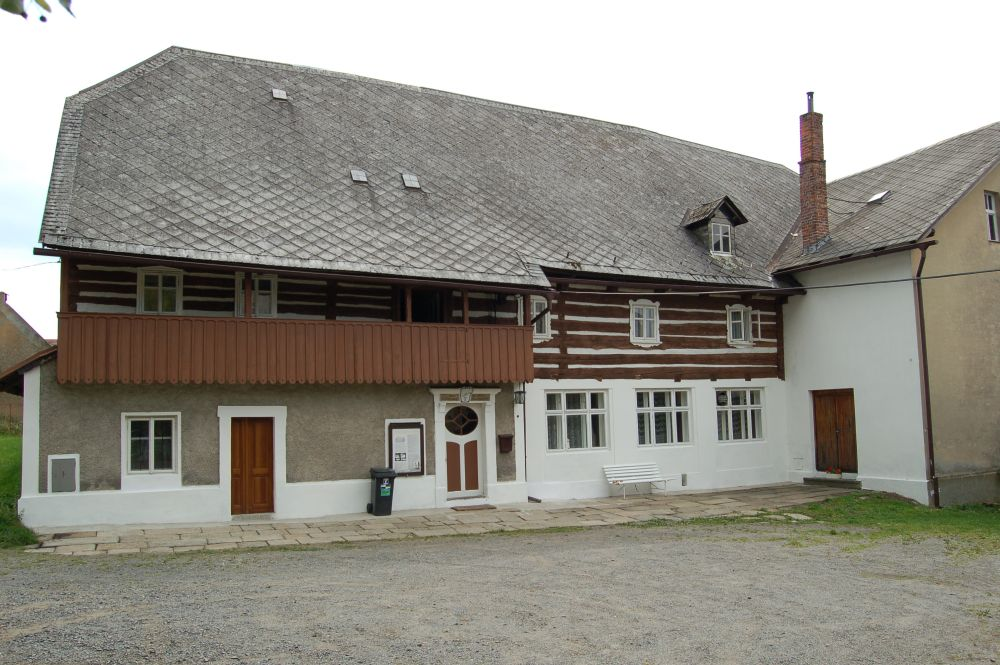
Světlá pod Ještědem, statek čp. 2, dějiště Vesnického románu

Někdejší zemědělská usedlost Světlá pod Ještědem čp. 2 s hostincem a pozdějším společenským sálem, kde se děj odehrává, byla s účinností od 31. března 2017 prohlášena kulturní památkou.